# マリヤ・ムスチスラヴナ
マリヤ（アガフィヤ）・ムスチスラヴナ（ロシア語：Мария（Агафья） Мстиславна, 1110/3年 - 1179/81年）は、キエフ大公ムスチスラフ（ムスチスラフ・ヴェリーキー）と、その妻クリスティーナとの間の子である。フセヴォロドと結婚し、チェルニゴフ公妃・キエフ大公妃となった。
なお、ルーシの年代記（レートピシ）には名に関する記述はなく、マリヤあるいはアガフィヤという名は後世に冠されたものである。

## 生涯
1116年、フセヴォロドと結婚した。マリヤの父ムスチスラフは長年に渡ってフセヴォロドと対立関係にあり、この結婚は双方の関係を和解に導くための政略結婚であった。
また、夫フセヴォロドがキエフ大公位に就いた1139年から建設が始められた、キエフの聖キリル教会(ru)は、マリヤも創設に携わった一人であると考えれられている。この教会の修道院大聖堂は、おそらく、フセヴォロドらオレグ家(ru)の諸公を弔うために作られたものであった。1179年に没したマリヤは、この聖キリル教会に埋葬された。

## 子女
夫フセヴォロドとの間に以下の子がいる。
- スヴャトスラフ - キエフ大公、チェルニゴフ公
- ヤロスラフ - チェルニゴフ公
- アンナ - ガーリチ公イヴァンと結婚
- ズヴェニスラヴァ - シレジア公ボレスワフと結婚
- 娘 - ブルノ公ウラジスラフと結婚